# Peter Prevc
Peter Prevc (tiếng Slovenia: [péːtər préːút͡s]; sinh ngày 20 tháng 9 năm 1992) là một vận động viên môn ski jumping người Slovenia. Một trong những vận động viên đương đại thành công nhất trong thể thao, anh là người chiến thắng của Ski Jumping World Cup 2016, sau khi về nhì trong các giải đấu năm 2014 và năm 2015. Các thành tựu sự nghiệp khác của anh bao gồm chiến thắng 2016 Four Hills Tournament; 2016 Ski Flying World Championships; ba danh hiệu liên tiếp trượt tuyết bay Ski Flying World Cup (2014, 2015 và 2016); huy chương bạc và đồng tại Thế vận hội mùa đông 2014; bạc và đồng tại 2013 Ski Jumping World Championship; đồng tại 2014 Ski Flying World Championships; và huy chương đồng với đội tuyển quốc gia Slovenia tại 2011 Ski Jumping World Championships.
Prevc là một người giữ kỷ lục thế giới trước đây, là vận động viên đầu tiên trong lịch sử thực hiện một bước nhảy dài 250 mét (820 ft), mà vẫn giữ kỷ lục quốc gia Slovenia về nhảy xa. Một chuyên gia về nhảy trượt tuyết, anh đã có 33 lần nhảy trên 230 m (750 ft) và 12 nhảy trên 240 m (790 ft); các tổng số là vượt xa các đối thủ trong cả hai môn thể thao này. Vào ngày 20 tháng 3 năm 2015 trong Planica, Prevc đã trở thành một trong số ít các jumper trượt tuyết trong lịch sử đạt được một "cú nhảy hoàn hảo", với tất cả năm trọng tài cho anh những điểm phong cách tối đa là 20. Ngày 17 tháng 3 năm 2016, cũng trong Planica, Prevc đạt được chiến thắng cá nhân nhất trong một mùa giải, với 14; một danh hiệu nữa đã được theo sau vào ngày 20 tháng 15, nay là kỷ lục mọi thời đại.
Prevc được bầu chọn là vận động viên thể thao trong năm của Slovenia cho bốn năm liên tiếp từ năm 2013 và năm 2016. Prevc được bình chọn là vận động viên của tháng tại Học viện Thể thao Hoa Kỳ cho tháng 4 năm 2016 và sẽ có đủ điều kiện cho vận động viên của năm, giải thưởng được bình chọn vào cuối năm nay.